# Крысиная змея Бэйрда
Крысиная змея Бэйрда (Pantherophis bairdi) — вид змей из рода Pantherophis. Ранее, как и другие змеи этого рода, включалась в род Elaphe. Обитает на западе Техаса и в северной части Мексики.
Вид был назван в честь американского зоолога Спенсера Фуллертона Бэйрда.

## Описание
Взрослые особи могут достигать 1,5 метров в длину. Расцветка от оранжево-жёлтого до ярко-жёлтого или темнее цвета, с четырьмя полосами, которые тянутся от шеи до хвоста. Брюхо обычно серое, жёлтое, темнеет у хвоста. Как и большинство ужеобразных, неядовита.

## Питание
Питаются грызунами и прочими мелкими млекопитающими, также ловят птиц. Молодняк часто ест ящериц.

## Места обитания

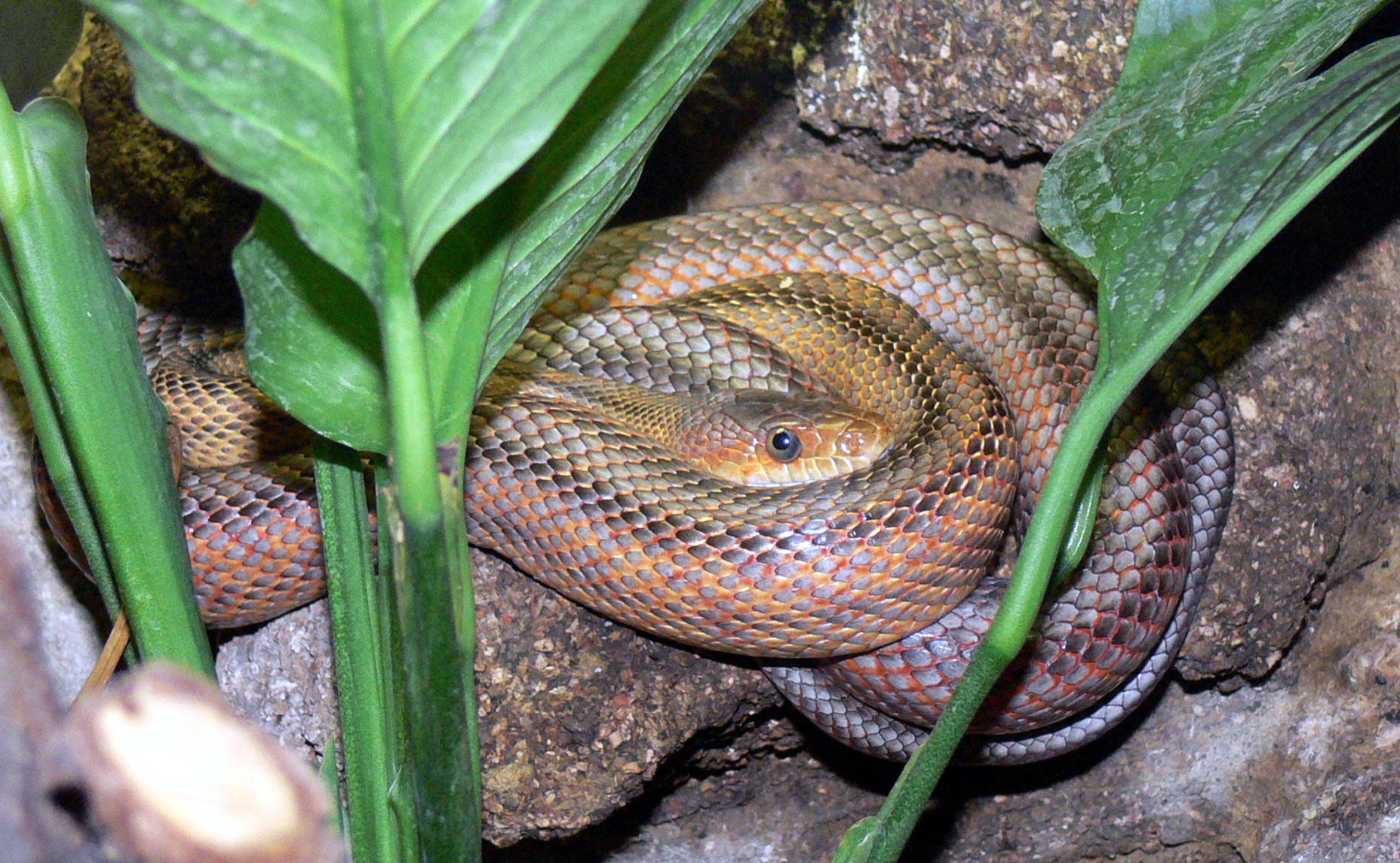
Крысиная змея Бэйрда

Обитает в скалах, на лесистых склонах и в каньонах. Активна днём.

## Размножение
Яйцекладущие. В кладке от 5 до 15 яиц.

## Таксономия
Родственна восточной крысиной змее (Pantherophis obsoletus).